# Черно конче
„Черно конче“ е местност и малък квартал в град София, България, разположен в район „Кремиковци“, на 10,2 километра източно от центъра на града.
Намира се северно от Челопешко шосе, недалеч от Околовръстния път и е ограден във всички посоки от невключени в определен квартал територии, главно земеделски земи.